# Ilhas Sawabi
As Ilhas Sawabi, também conhecidas como Ilhas Seba, são um arquipélago na parte de Bab Iskender do estreito de Babelmândebe (entre o mar Vermelho e o golfo de Adem). Elas estão na região de Obock, no Djibuti e são um local famoso para a prática de mergulho. Mesmo em publicações inglesas, o grupo é frequentemente chamado pelo nome francês Sept Frères (Sete Irmãos). 

## Geografia
O arquipélago propriamente dito é uma cadeia de seis ilhas vulcânicas que medem cerca de 10 quilômetros (6,2 mi)   ao longo de uma linha aproximada na direção leste-oeste aproximada:
- Ilha Oeste ou Ilha Vermelha ( H̱amra ), 62 m de altura
- Ilha Dupla ( Ounḏa Dâbali ), 46 m de altura
- Ilha Baixa ( Tolka ), 17 m de altura
- Ilha Grande ( Kaḏḏa Dâbali ), 114 m de altura
- Ilha Oriental ( H̱orod le 'Ale ), 83 m de altura
- Ilha Sul ( 'Ounḏa Kômaytou ), 47 m de altura

O "sétimo irmão" não é uma ilha, mas sim a colina vulcânica na ponta norte da península de Ras Siyyan. 
A Ilha Oeste fica a cerca de 4,5 quilômetros (2,8 mi) a leste da península de Siyyan e a 6,0 quilômetros (3,7 mi)   a nordeste da costa do Djibuti.
Todas as ilhotas são cercadas por recifes.Toda têm cor acastanhado, exceto a Ilha Grande, que é amarelada. Há um marco de alvenaria no cume da Ilha Grande.